# Sanur
Koordinaten: 8° 42′ S, 115° 16′ O
Sanur ist ein Strandbad nahe Denpasar im Süden von Bali. Der Touristenbadeort mit zahlreichen Hotels der gehobenen Preisklasse liegt südöstlich der Inselhauptstadt und erstreckt sich von Nord nach Süd über 5 km am Meer entlang. Um den Ort herum verläuft im Westen die stark befahrene Umgehungsstraße Jalan Ngurah Rai, so dass der Ortskern mit der Hauptgeschäftsstraße Jalan Danau Tamblingan vom Durchgangsverkehr verschont bleibt.

## Geschichte

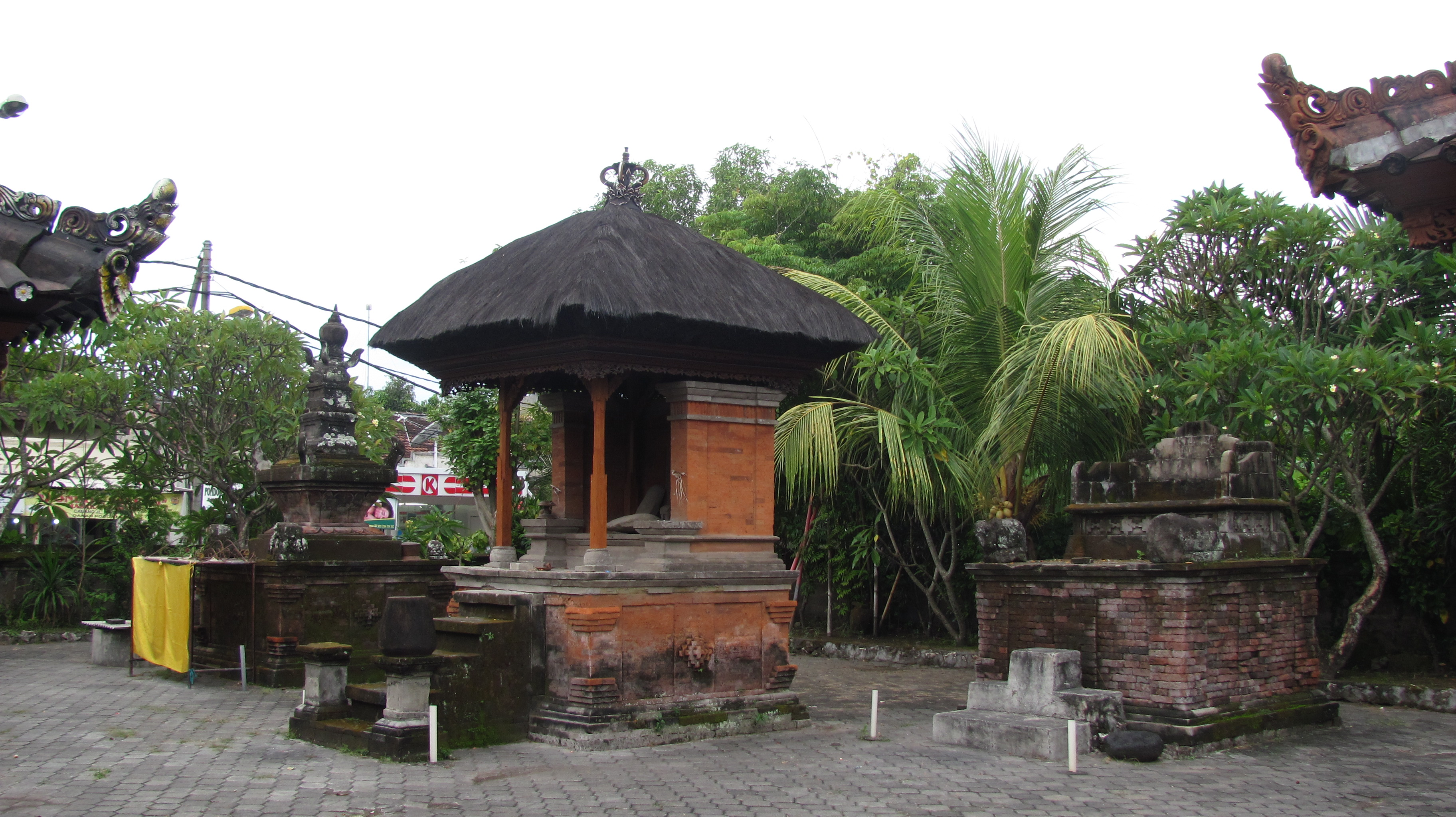
Hindutempel Pura Belangjong

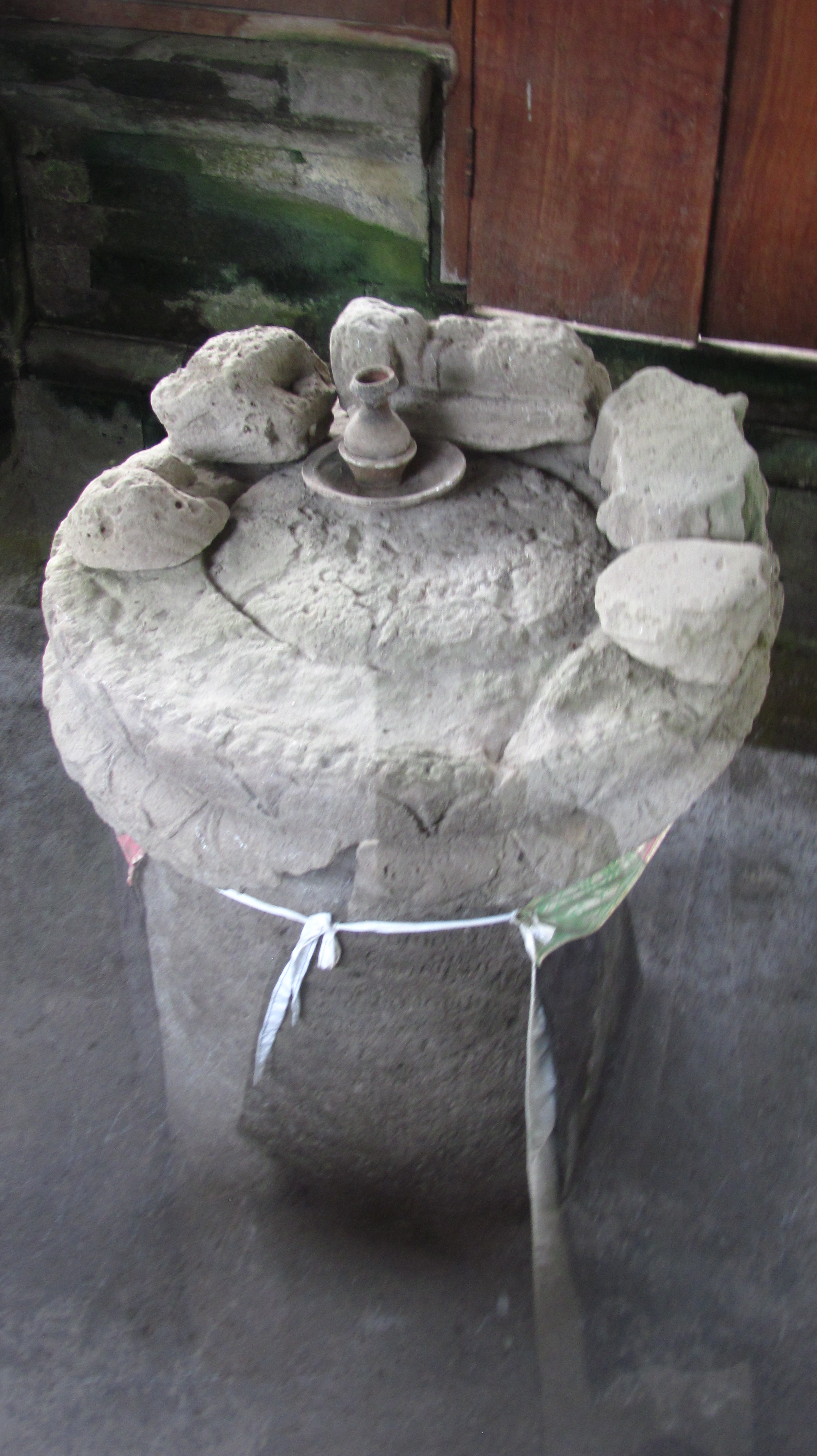
Säule neben dem Tempel Pura Belangjong

Der nördliche Teil von Pantai Sanur wurde als Landeplatz für die Invasion während des niederländischen Intervention in Bali 1906 verwendet. Während des Zweiten Weltkrieges wurde Sanur erneut Invasionschauplatz, als die japanischen Truppen anlandeten, um die Insel Bali zu besetzen.

## Sehenswertes
Die Strandpromenade von Sanur mit ihren Schatten spendenden, weit ausladenden Bäumen ist in ganz Bali bekannt. Von ihr aus bietet sich ein eindrucksvoller Blick auf die vorgelagerte Insel Nusa Penida.
In Sanur lebte ab 1932 der belgische Maler Adrien Jean Le Mayeur de Merprès (1880–1958), in dessen ehemaligem Wohnhaus, dem heutigen Museum Le Mayeur, rund 80 seiner bedeutendsten Werke ausgestellt sind. Etwa 3 km nördlich von Sanur lohnt die Gartenanlage Bali Orchid Garden einen Besuch.
Eine weitere, allerdings von Touristen kaum besuchte Sehenswürdigkeit befindet sich im Süden Sanurs in der Straße Jalan Danau Poso neben dem kleinen, unscheinbaren Hindutempel Pura Belangjong. Es handelt sich um eine 1,77 m hohe Steinsäule, die am Ende einer kurzen Sackgasse unter einem Schutzdach hinter Glas aufgestellt wurde. Sie stellt das älteste, von Menschen hergestellte und genau datierbare Artefakt der Insel Bali dar. Auf der Säule befinden sich Inschriften aus dem 9. Jahrhundert in Sanskrit und einer alten Form des Balinesischen, die von militärischen Siegen aus einer Epoche von vor über 1000 Jahren handeln. Eine Vase sowie einige weitere Gegenstände aus Stein, die aus der gleichen Epoche stammen könnten wie die Säule, sind ebenfalls ausgestellt.

## Galerie

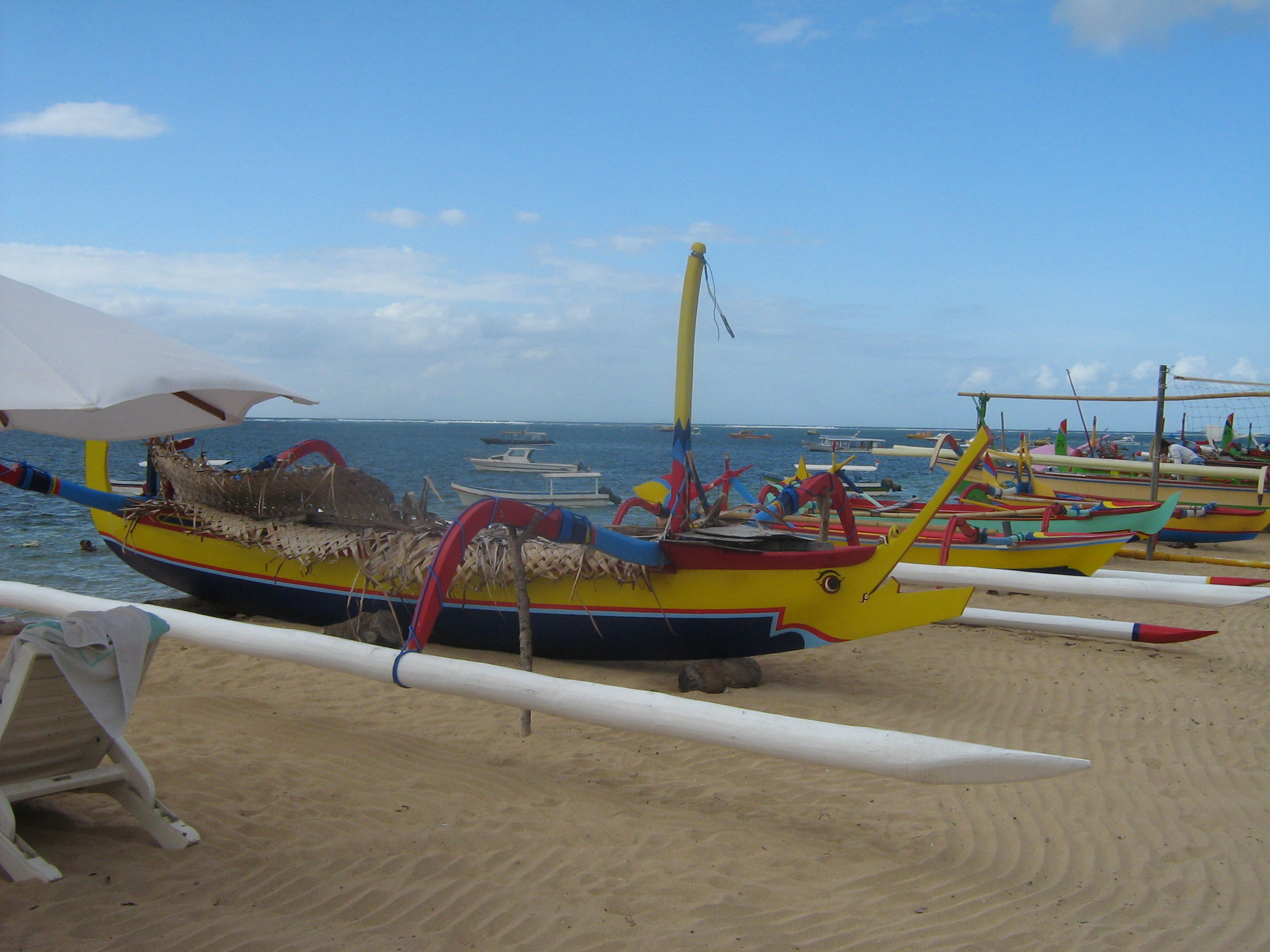
Traditionelle Fischerboote am Strand von Sanur
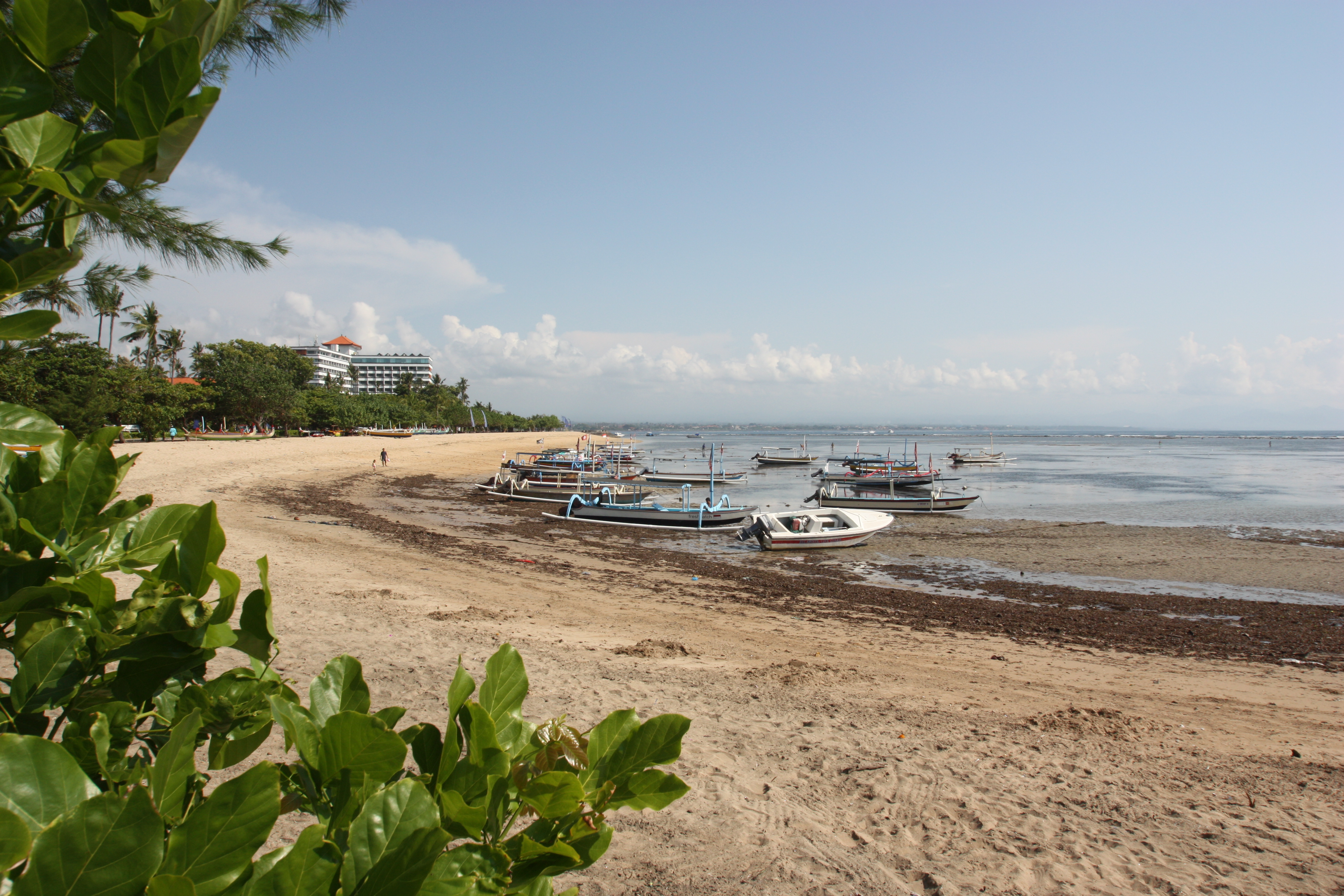
Blick auf den Strand von Sanur